# Antípatro de Cirene
Antípatro de Cirene (fl. século IV a.C.) foi um dos discípulos do fundador da escola cirenaica, Aristipo de Cirene. Tinha um discípulo denominado Epitimedes de Cirene. De acordo com Cícero, era cego, e quando algumas mulheres lamentavam o facto, ele replicava: "O que querem dizer com isso? Acham que a noite não pode fornecer prazer?"